# Link Campus University
La Link Campus University (nombre completo: Università degli Studi Link Campus University) es una universidad privada que se encuentra en Roma, Italia. Fue instituida en 1999 como rama italiana de la Universidad de Malta, con el nombre de Link Campus University of Malta.
Su campus se encuentra en el Municipio XIII de Roma; otra sede está en la ciudad de Nápoles.

## Historia
En 1999, en la ciudad de Roma fue instituida la Link Campus University of Malta, rama italiana de la histórica Universidad de Malta. Desde 2007, fue la primera universidad extranjera autorizada a otorgar títulos admitidos para el reconocimiento en Italia.
En 2011, se convirtió en una universidad privada italiana con perfil internacional, con la denominación actual de Università degli Studi Link Campus University. La Universidad, combinando el método didáctico anglosajón con la cultura y el método italiano, ofrece cursos en italiano e inglés.

## Información académica

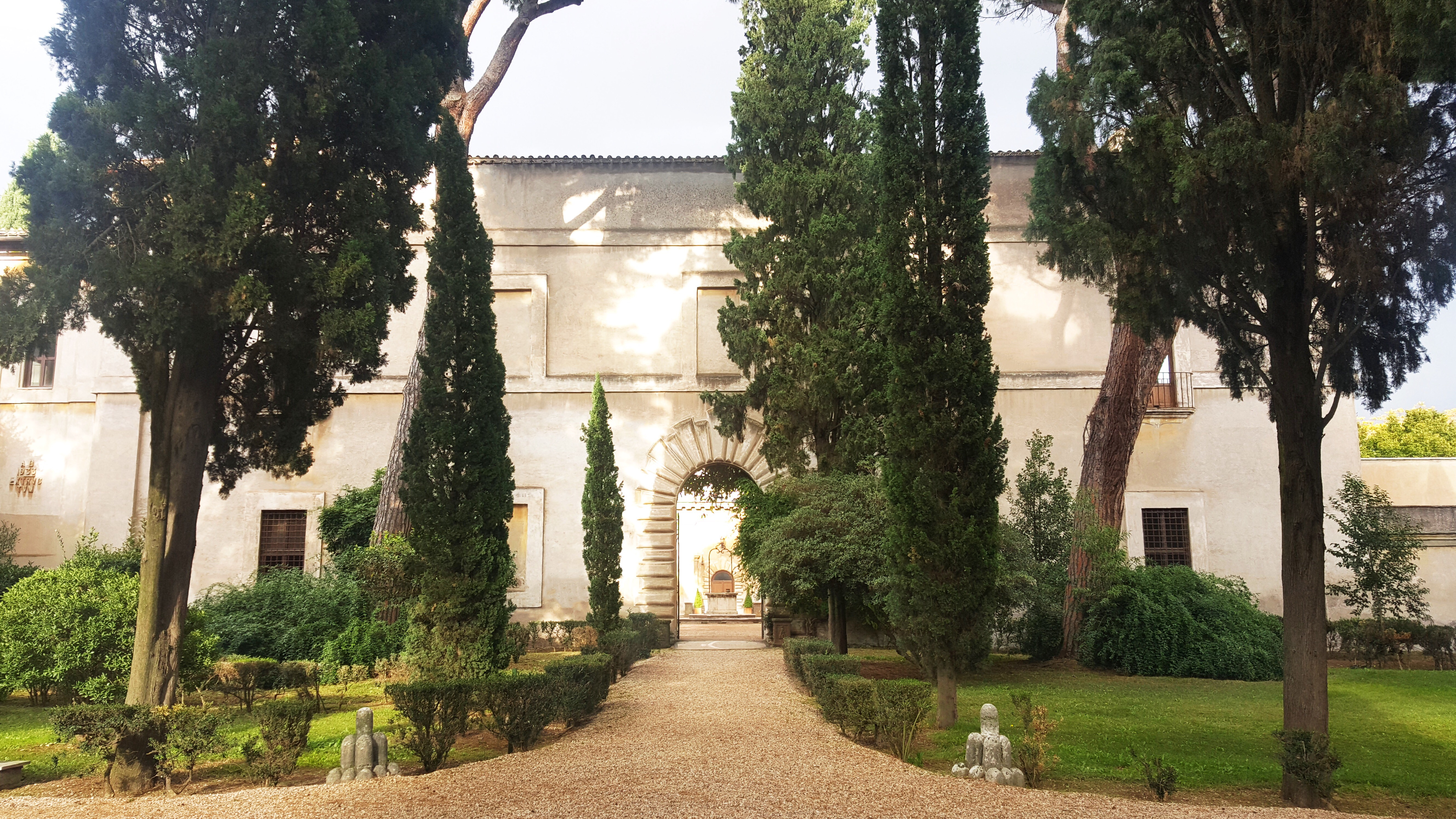
El Casale San Pio V, que alberga el edificio principal de la universidad.

La Universidad ofrece programas de grado de primer ciclo (laurea triennale), programas de grado de segundo ciclo (laurea magistrale), un programa de grado de ciclo único largo, masters de primer y segundo nivel, cursos de formación y actualización y centros de investigación y servicios.

### Programas de primer ciclo
- Ciencias de la Política y las Relaciones Internacionales
- Economía Empresarial Internacional
- Economía y Políticas del Deporte
- Comunicación Digital
- DAMS (Disciplinas de las Artes figurativas, de la Música, de la Moda y del Espectáculo)

### Programa de grado de ciclo único largo
- Derecho
  - Derecho del deporte
  - Ciencias forenses, de investigación y criminológicas
  - Internet y new media
  - Internacional y comparativo
  - Economía y empresa

### Programas de segundo ciclo
- Estudios Estratégicos y Ciencias Diplomáticas
- Gestión Empresarial
- Tecnologías y lenguajes de la Comunicación
- Deporte gestión empresarial

### Masters
- Masters di I nivel (12 masters)
- Master di II nivel (16 masters)
- Master en administración empresarial
- Master en Administración Pública

### Cursos de formación
- 5 categorías

## Instalaciones

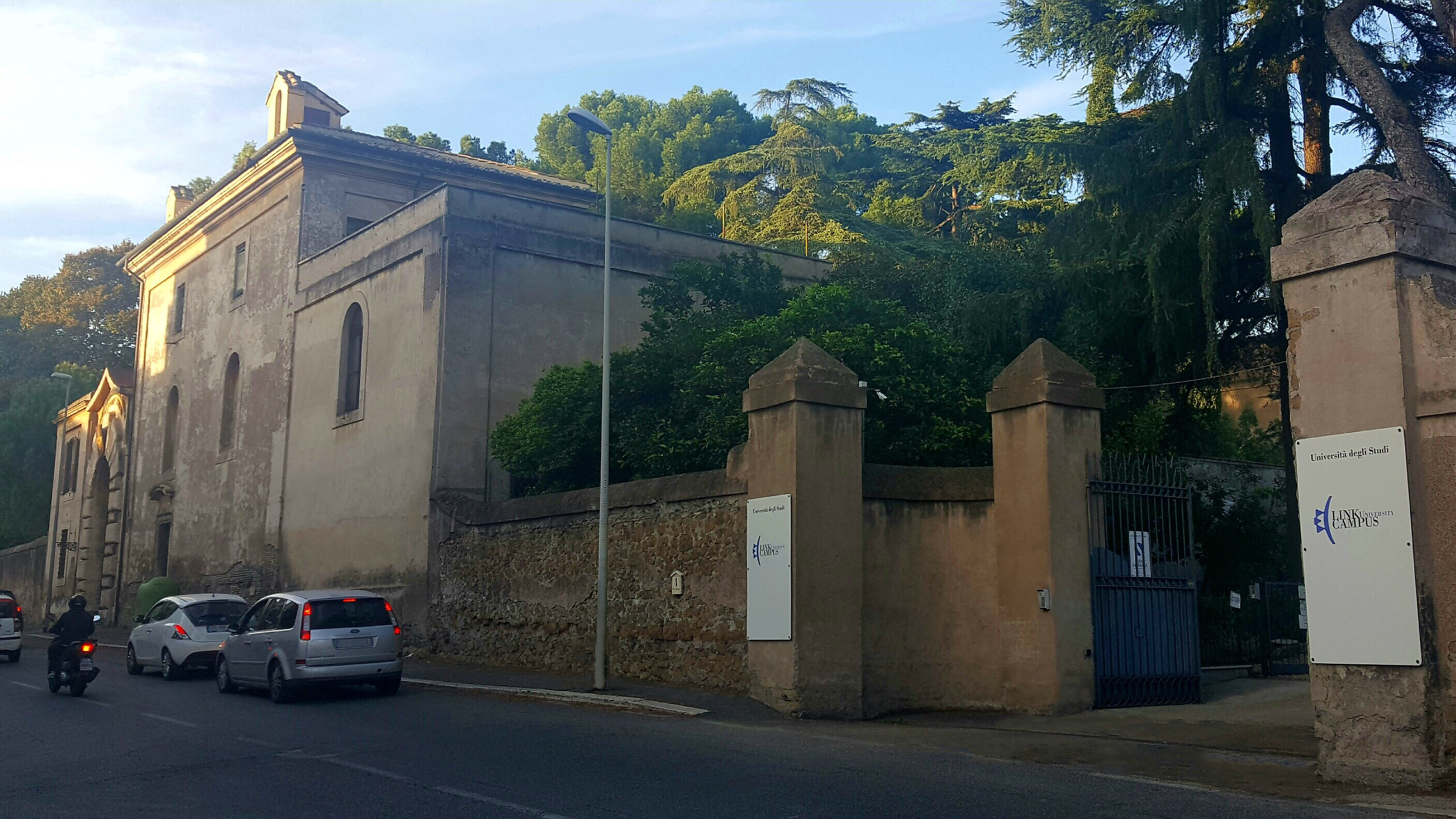
El ingreso de la universidad.

### Biblioteca
La colección bibliográfica de la Link Campus Library está constituida sobre todo por volúmenes en inglés (en particular, los textos de derecho internacional, comunicación, intelligence and security y management). La biblioteca está incorporada al Polo della Sapienza della Regione Lazio – Enti Associati all’interno del Servizio Bibliotecario Nazionale (SBN). Además participa en el proyecto de las bibliotecas de Roma "PIM" (Préstamo Interbibliotecario Metropolitano), que favorece la cooperación entre varias bibliotecas universitarias.

## Comunidad

### Profesores y alumnos ilustres
- Daniela Cardinale, político
- Massimo D'Alema, político
- Adriano De Maio, ingeniero
- Franco Frattini, magistrado y político
- Mario Pescante, empresario, dirigente deportivo y político
- Alessandro Preziosi, actor, productor y director
- Vincenzo Scotti, político
- Guglielmo Stendardo, futbolista
- Giulio Tremonti, economista y político
- Claudio Velardi, periodista, escritor y político
- Ortensio Zecchino, historiador y político

### Medios de comunicación
La Link Campus University, a través de la editorial Eurilink Edizioni, edita textos y manuales académicos, ensayos de investigadores y estudiosos, documentos de los seminarios de la universidad, etc.
La Link TV es un laboratorio audiovisual de la universidad, donde los estudiantes colaboran con un equipo de profesionales y participan en todas las fases de realización de un producto audiovisual (escritura, producción y postproducción). Todos los vídeos realizados por el laboratorio se pueden ver en la Web sitio de la Link TV o en el canal Youtube de la universidad.
En el año 2011, fue fundada la web radio Radio LCU.
La universidad publica una revista trimestral, el Link Journal, y ensayos redactados por los diferentes centros de investigación.

### Deportes
Los equipos de la Link Campus University compiten en los campeonatos de fútbol masculino y de voleibol mixto en el Torneo de las Universidades de Roma.

### Redes sociales
- Facebook
- Twitter
- YouTube
- Instagram

- Datos: Q3833046
- Multimedia: Link Campus University / Q3833046